# Dion Waller
Dion Alan George Waller (Turangi, 6 gennaio 1974) è un ex rugbista a 15 neozelandese, in carriera attivo nel ruolo di seconda linea e internazionale per la Nuova Zelanda.

## Biografia
Dion nascea a Turangi, in Nuova Zelanda, nella regione di Waikato.
Dal 1995 al 2002 gioca nei club e nelle squadre provinciali del suo Paese, vestendo le maglie di: King Country, Central Vikings, Manawatu e Wellington; nel 2000 conquista con Wellington il National Provincial Championship.
Dal 1996 al 2002 milita anche nella franchigia degli Hurricanes in Super 12, ottenendo 65 presenze col club professionistico di Wellington.
Nel 2003 si trasferisce in Giappone ai Toyota Industries Shuttles e fimanendovi per quattro stagioni sportive.
Nel 2006 viene ingaggiato in Italia al Viadana, con cui disputata il Super 10, per due stagioni, ritirandosi nel 2008 al termine della stagione.

### Carriera internazionale
Nel 1995 viene selezionato nella rappresentativa Under-21, giocando 5 partite; l'anno successivo viene convocato nei New Zealand Māori, giocando 14 match dal 1996 al 2001. Nel 2000 disputa due partite con la Nazionale A, preludio alla convocazione negli All Blacks: viene convocato per prendere parte al tour di novembre, esordendo a livello internazionale il 1º dicembre 2001 a Buenos Aires, contro l'Argentina e disputando altri due incontri no-cap.

## Palmarès
- National Provincial Championship: 1
Wellington: 2000